# Thổ công

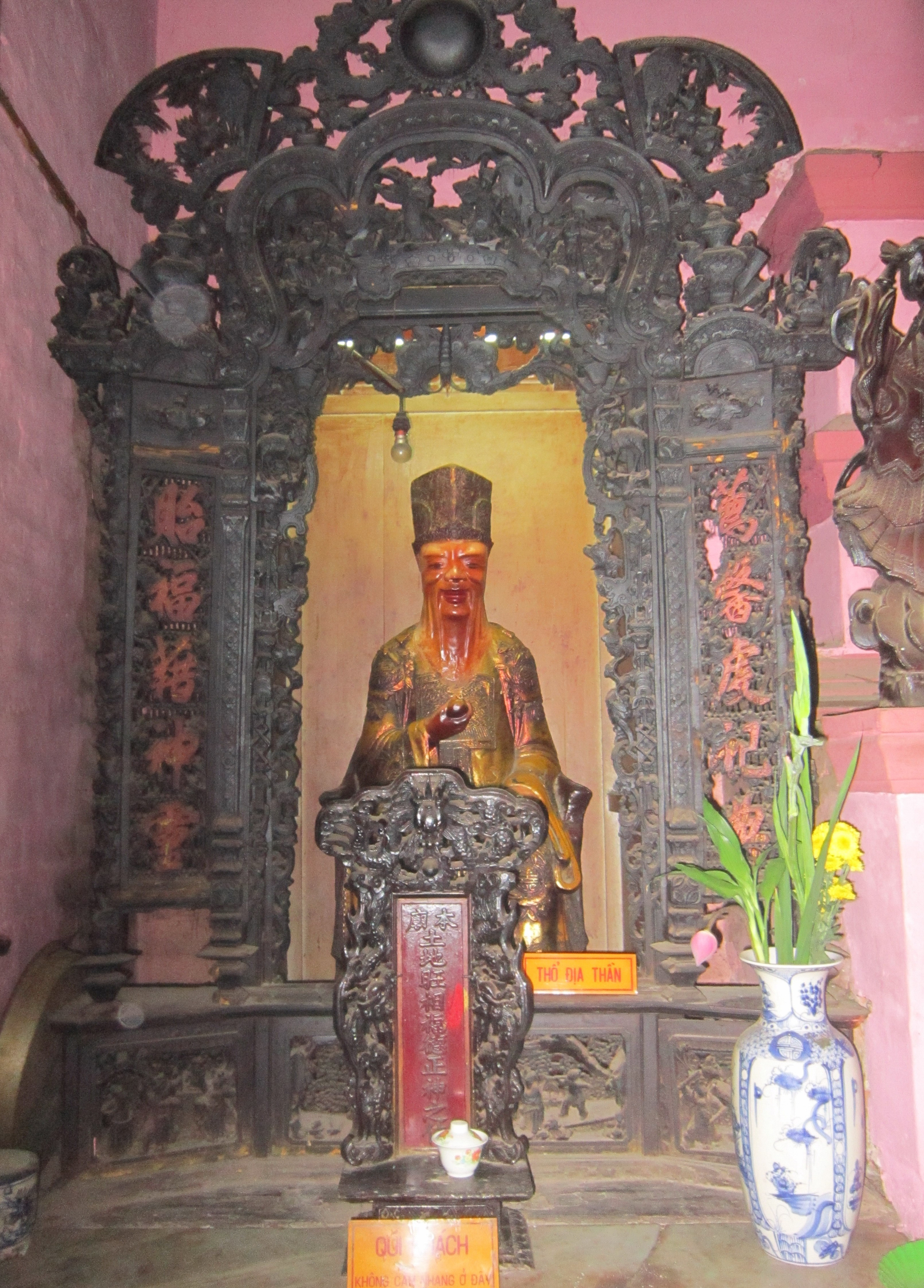
Thần Thổ Địa trong chùa Ngọc Hoàng ở Quận 1, Thành phố Hồ Chí Minh

Thổ công (土公), còn được gọi là thổ địa (土地), thổ địa công (土地公), ông địa (翁地), ông công (翁公), thổ kỳ, thần đất (神坦) hay thổ thần (土神) hoặc xã thần (社神), là một vị thần trong tín ngưỡng Châu Á, cai quản một vùng đất, địa điểm.